# Shakira Austin
Shakira Austin (ur. 25 lipca 2000 w Fredericksburgu) – amerykańska koszykarka występująca na pozycji środkowej, reprezentantka kraju, obecnie zawodniczka Washington Mystics w WNBA.
W 2018 wystąpiła w meczu gwiazd amerykańskich szkół średnich McDonald’s All-American.

## Osiągnięcia
Stan na 15 marca 2024, na podstawie, o ile nie zaznaczono inaczej.

### NCAA
- Uczestniczka rozgrywek:
  - II rundy turnieju NCAA (2019)
  - turnieju NCAA (2019, 2022)
- Mistrzyni:
  - turnieju konferencji Big Ten (2020)
  - sezonu regularnego Big 10 (2019, 2020)
- Laureatka nagrody Gillom Trophy (2021, 2022)
- Zaliczona do:
  - I składu:
    - SEC (2021, 2022)
    - defensywnego Big 10 (2019)
    - najlepszych pierwszzorocznych zawodników Big 10 (2019)

  - II składu SEC (2020)
- Liderka sec w liczbie celnych:
  - rzutów z gry (2021 – 187)
  - (184) i oddanych (343) rzutów za 3 punkty (2021)

### WNBA
- Zaliczona do I składu debiutantek WNBA (2022)

### Drużynowe
- Mistrzyni Izraela  (2023)

### Indywidualne
- MVP ligi izraelskiej (2023)

### Reprezentacja
- Mistrzyni świata (2022)